# Mainz-Drais
Drais ist ein Ortsbezirk der rheinland-pfälzischen Landeshauptstadt Mainz.
Er ist mit rund 3100 Einwohnern und 308 Hektar Ortsfläche der kleinste Ortsbezirk der Stadt. Drais wurde 1969 zusammen mit fünf weiteren Vororten als neuer Stadtteil eingemeindet. Drais liegt auf einer Anhöhe über Mainz und befindet sich im südwestlichen Stadtgebiet. Drais ist vor allem von Obst- und Gemüseanbau (Kirschen, Spargel, Erdbeeren) geprägt. Aufgrund seiner Weitsichtlagen ist Drais als Wohnort beliebt.

## Nachbarstadtteile und -gemeinden
Folgende Gemeinden bzw. Mainzer Stadtteile grenzen im Uhrzeigersinn an Drais:
im Norden Mainz-Gonsenheim, im Osten Mainz-Bretzenheim, im Südosten Mainz-Lerchenberg, im Südwesten Ober-Olm und im Westen Mainz-Finthen.

## Geschichte
Die frühesten Siedlungsspuren gehen bis zur Hallstattzeit (850–450 v. Chr.) zurück. Zu einer kontinuierlichen Besiedlung kam es aber erst um das Jahr 1000 nach Rodungen im Bereich des damaligen Königsforstes, des heutigen Ober-Olmer Waldes. Der Ort wurde unter König Konrad III. am 24. August 1149 erstmals urkundlich als Treise erwähnt. Drais gehörte im Mittelalter zum kurmainzischen Amt Olm. Nach der Zugehörigkeit zu Frankreich und dem Département du Mont-Tonnerre von 1797 bis 1814 wurde Drais dem Großherzogtum Hessen-Darmstadt zugeordnet und gehörte dort ab 1835 zum Kreis Mainz. Am 7. Juni 1969 endete die Geschichte von Drais als eigenständigem Dorf mit der Eingemeindung in die Stadt Mainz.
Die Erschließung der verschiedenen Neubaugebiete sorgt heute für zunehmende Bevölkerungszahlen und ändert den Charakter des Ortsteils von einem überwiegend bäuerlich geprägten Dorf zu einem Wohnvorort. Bis auf wenige Geschäfte zur Nahversorgung mit Lebensmitteln und ähnlichem verfügt der Ortsteil über nur wenige Gewerbeansiedlungen.

## Wappen und Namensentwicklung
Der Ortsname Drais leitet sich wahrscheinlich von dem gotischen driusan, dem Begriff für „sprudelnde Quellen“ ab. Auch die Ableitung von Driesch, dem althochdeutschen Begriff für „unbebautes Land“ ist gelegentlich zu finden.
Im zweigeteilten Ortswappen ist oben der goldene Petrus-Schlüssel auf blauem Hintergrund zu sehen. Der untere Wappenteil zeigt eine rote gezackte Linie auf gelbem Untergrund.

## Entwicklung der Einwohnerzahl

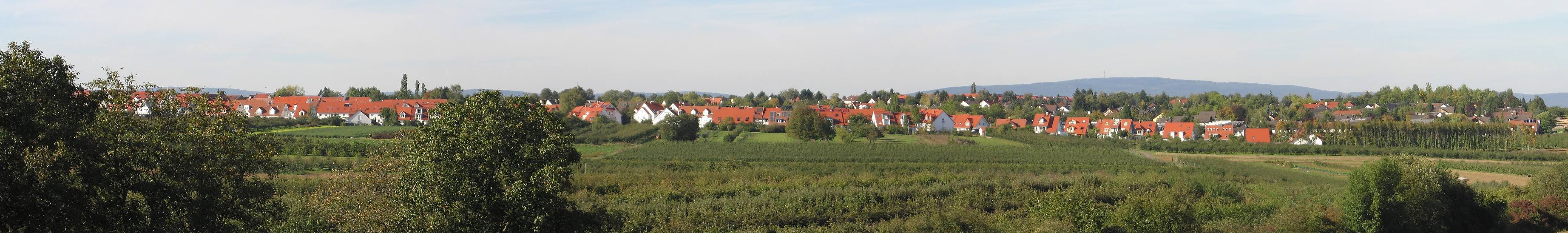
Drais vom Lerchenberg aus gesehen

- 1800: 0113 Einwohner
- 1834: 0268 Einwohner
- 2004: 3.184 Einwohner
- 2007: 3.165 Einwohner
- 2016: 3.143 Einwohner
- 2024: 3.108 Einwohner

## Ortspolitische Verhältnisse

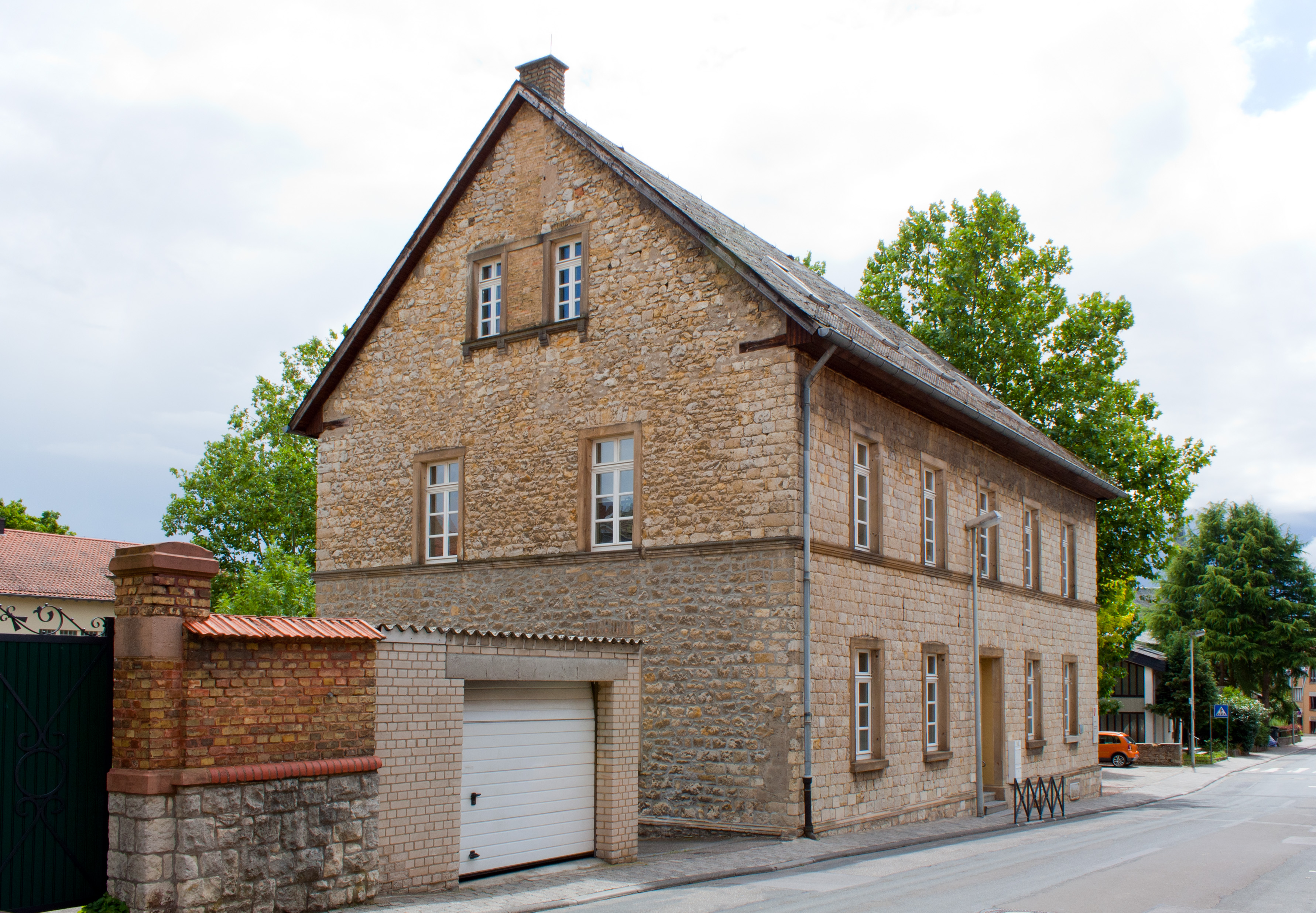
Das Rathaus in Drais

Politisch ist der Ortsteil traditionell eine CDU-Hochburg. Dementsprechend ist die CDU mit sechs Sitzen stärkste Fraktion im Ortsbeirat. Die SPD verlor nach den Kommunalwahlen 2019 einen Sitz an die Grünen, bei den Kommunalwahlen 2024 ergaben sich keine Verschiebungen bei den Mandaten.
Folgende Parteien sind im Ortsbeirat vertreten:
- CDU (6 Sitze)
- SPD (3 Sitze)
- Grüne (3 Sitze)
- FDP (1 Sitz)

Joachim Kleintitschen (CDU) wurde am 27. August 2024 Ortsvorsteher von Drais. Bei der Direktwahl am 9. Juni 2024 hatte er sich mit einem Stimmenanteil von 55,0 % gegen zwei Mitbewerber durchgesetzt.
Kleintitschens Vorgänger als Ortsvorsteher war seit 1995 Norbert Solbach (CDU), er war zudem seit 2004 Mitglied des Stadtrats. Norbert Solbach, dienstältester Mainzer Ortsvorsteher, verstarb am 4. März 2024 im Alter von 67 Jahren.

## Vereine und Gruppierungen
Der Mainzer Vorort weist trotz der geringen Größe ein vielfältiges Vereinsleben auf. Wie auch in anderen Mainzer Vororten üblich, koordiniert in Drais ein 1959 gegründeter Vereinsring die Aktivitäten der Vereine. Der Vereinsring ist auch für die Organisation der Draiser Kerb, des Nikolausmarktes und weiterer kultureller Veranstaltungen verantwortlich.

## Sehenswertes

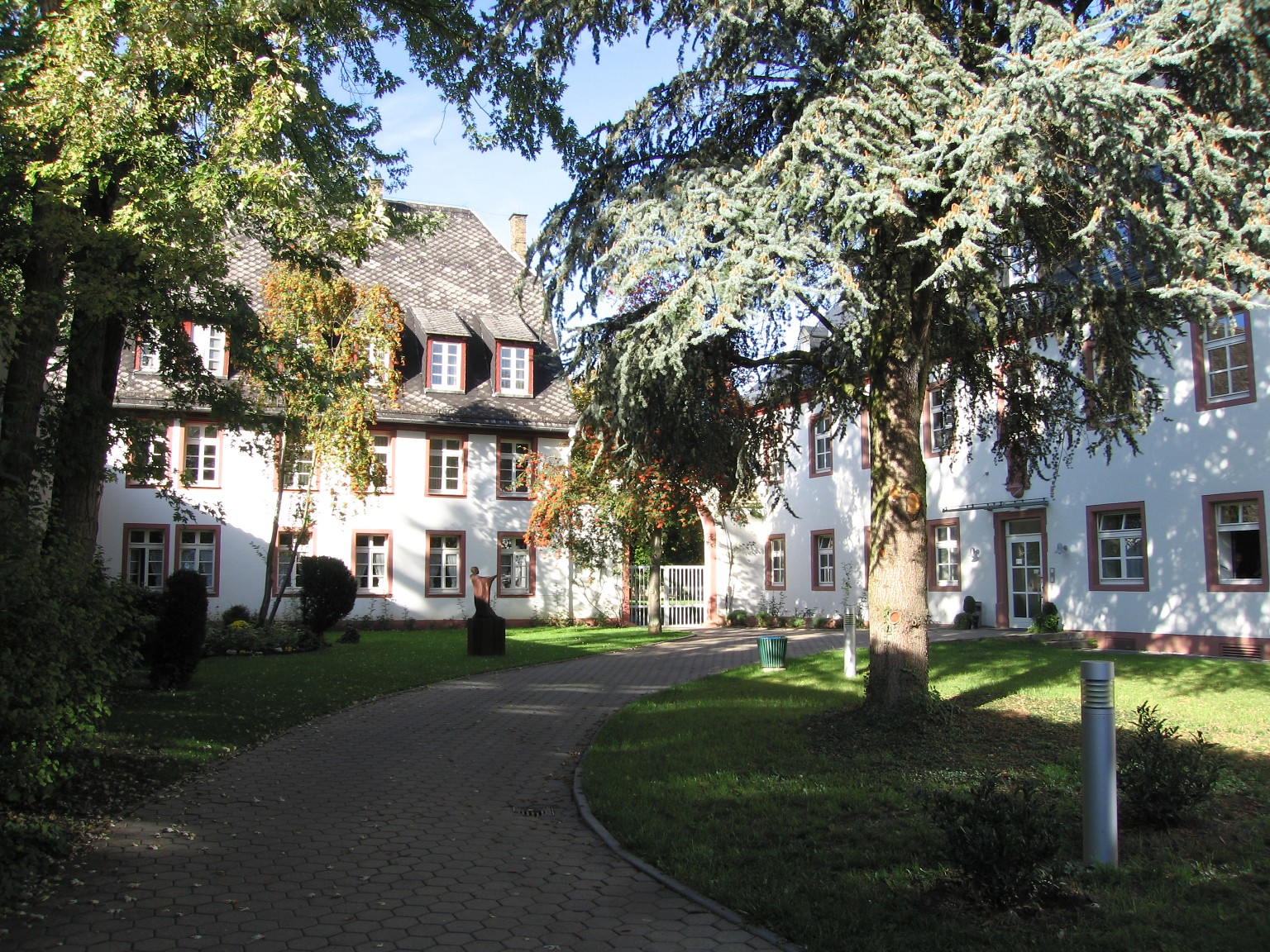
Der ehemalige Klosterhof der Propstei Hirzenach

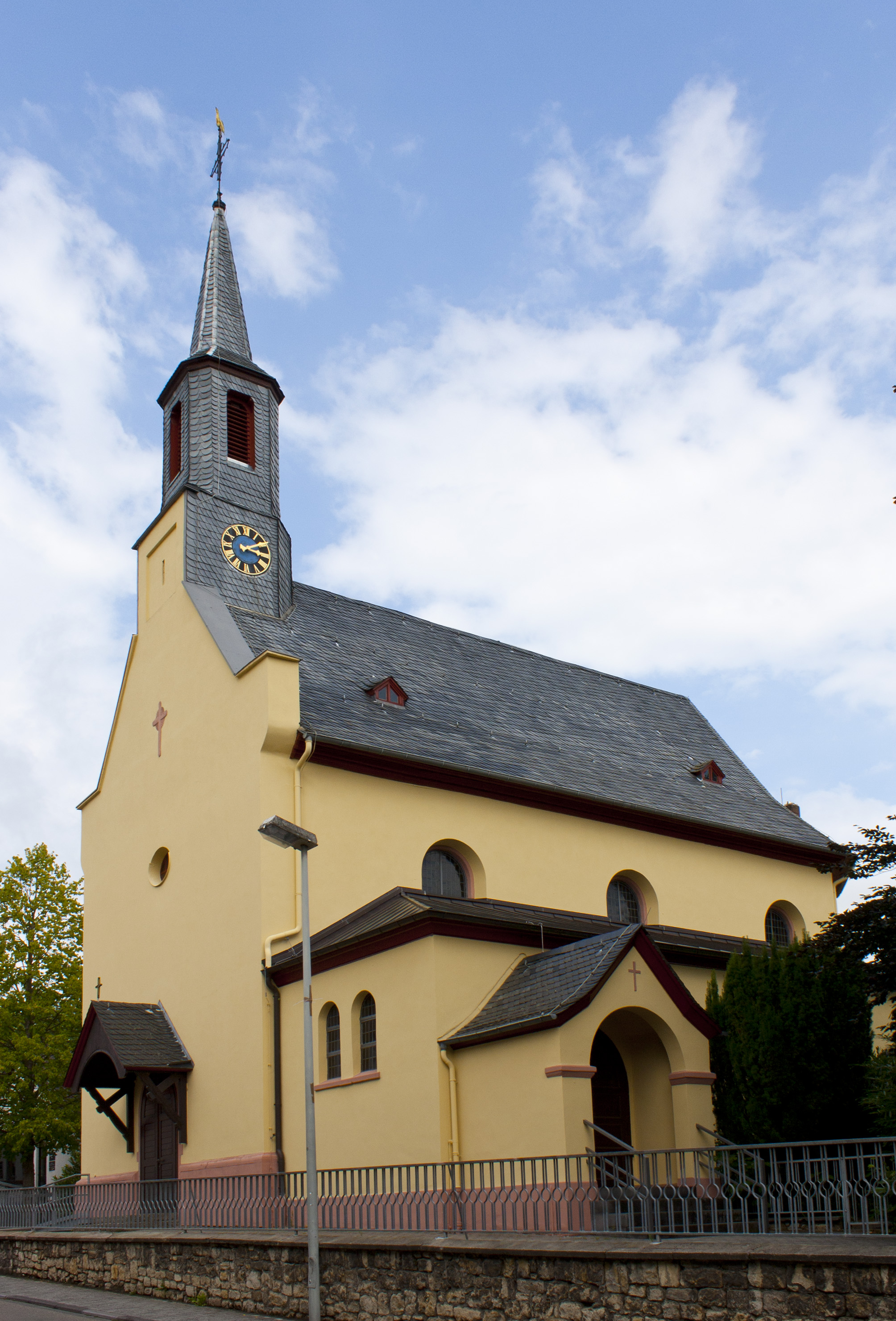
Katholische Kirche „Maria Königin“

- Liste der Kulturdenkmäler in Mainz-Drais

### Jesuitenhof
Der ehemalige Klosterhof der Propstei Hirzenach in Drais ging 1670 in den Besitz des Jesuitenordens über, die sich in Drais niederließen. Nach Auflösung des Ordens 1773 ging das Gebäude aus der Barockzeit in der Seminarstraße in Privathände über und beherbergt seit dem 14. Januar 2002 im Erdgeschoss das stationäre Christophorus-Hospiz.

### Katholische Kirche „Maria Königin“
1737 wurde mit Unterstützung des Jesuitenordens die Kirche neu erbaut, da der Vorgängerbau seit dem Dreißigjährigen Krieg nur noch bedingt nutzbar war. Die Kirche weist einen Barockaltar mit einem Holzrelief von 1740 auf.
An der Nordwand unterhalb der Empore ist ein sogenanntes „Pesttuch“ von 1632 angebrachte, das im Zusammenhang mit der verheerenden Epidemie zwischen 1632 und 1635 stehen dürfte. Auf diesem Seidentuch ist mit Goldfäden ein Totenkopf mit gekreuzten Gebeinen gestickt. Die lateinische Inschrift lautet: VIVIT POST FUNERA VIRTUS (Es lebt nach dem Tode die Tugend).
Die Orgel auf der Westempore  wurde 1873 von dem Orgelbauer Johann Schlaad (Waldlaubersheim) erbaut. Das Instrument wurde zuletzt im Jahre 1987 durch die Orgelbaufirma Vleugels (Hardheim) restauriert, die auch zwischenzeitliche Veränderungen rückgängig machte und die Orgel in den ursprünglichen klanglichen Zustand zurücksetze. Das Pfeifenmaterial ist – mit Ausnahme des rekonstruierten Salicional – original erhalten. Das Schleifladen-Instrument hat neun Register auf einem Manualwerk (C-f3: Bourdon 16', Principal 8', Grossgedackt 8', Salicional 8', Octave 4', Flötgedackt 4', Superoctave 2', Mixtur III 11/3') und Pedal (C-g0: Subbass 16') und verfügt über eine Pedalkoppel.

### G i M M – Galerie im Medienhaus Mainz
Die Galerie zeigt überwiegend zeitgenössische Kunst und stellt vor allem Künstler mit Bezug zur Stadt Mainz aus.

## Wirtschaft und Infrastruktur

### Unternehmen in Drais
Im Mainzer Stadtteil gibt es einige mittelständische und kleine Unternehmen.

### Verkehr
Drais ist durch mehrere Buslinien der Mainzer Mobilität an die restliche Stadt angebunden. Der Mainzer Hauptbahnhof ist in circa 15 Minuten, das Stadtzentrum je nach Linie in 20 bis 25 Minuten erreichbar.
Über die Autobahn-Anschlussstelle Mainz-Finthen ist in wenigen Minuten die Bundesautobahn 60 in Richtung Bingen bzw. Kreuz Mainz-Süd (und von dort weiter Richtung Frankfurt am Main) erreichbar.